# William Ford
William Ford (10 de dezembro de 1826 – 8 de março de 1905) era um comerciante estadunidense, e também o pai do fundador da Ford Motor Company, Henry Ford. William é de descendência irlandesa.
William nasce no Condado de Cork, Irlanda filho dos pais irlandeses John e Thomasine S. Ford  , e tinha uma irmã chamada Rebecca Ford (1824-1895).